# Alejandro Spajic
Alejandro Raul Spajic est un joueur argentin de volley-ball né le 7 mai 1976 à San Juan. Il mesure 2,05 m et joue central.

## Clubs
| Club               | Pays      | De        | À         |
| ------------------ | --------- | --------- | --------- |
| Obras San Juan     | Argentine | 1993-1994 | 1999-2000 |
| Stade Poitevin     | France    | 2000-2001 | 2001-2002 |
| Obras San Juan     | Argentine | 2002-2003 | 2002-2003 |
| Orígines Bolívar   | Argentine | 2003-2004 | 2003-2004 |
| Lokomotiv Belgorod | Russie    | 2004-2005 | …         |

## Palmarès
- Championnat de Russie de volley-ball : 2005
- Championnat d'Argentine de volley-ball : 1995, 2003
- Coupe de Russie : 2006
- Coupe d'Argentine de volley-ball : 2001